# Basilika Mariä Geburt (Rajecká Lesná)

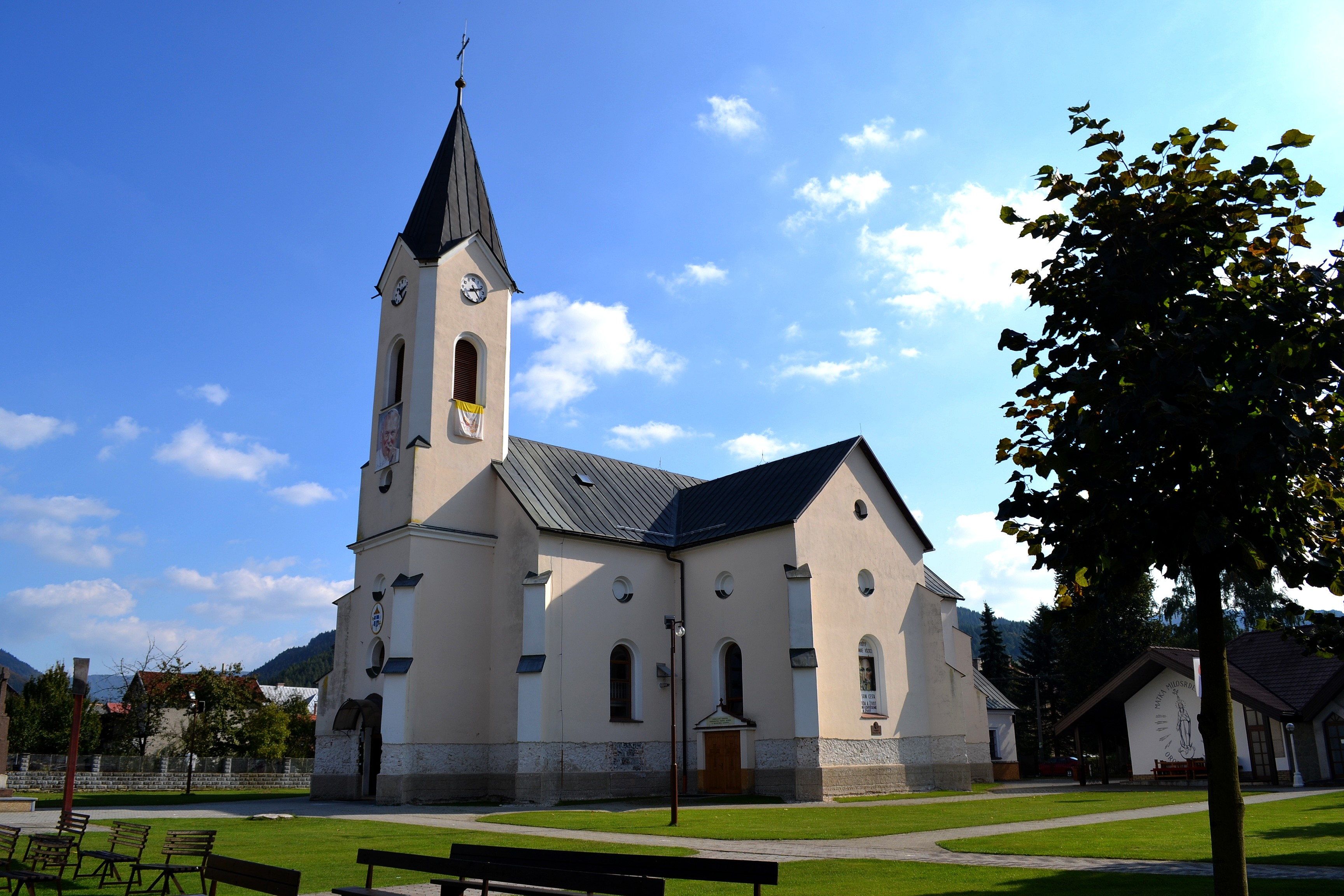
Außenansicht der Basilika

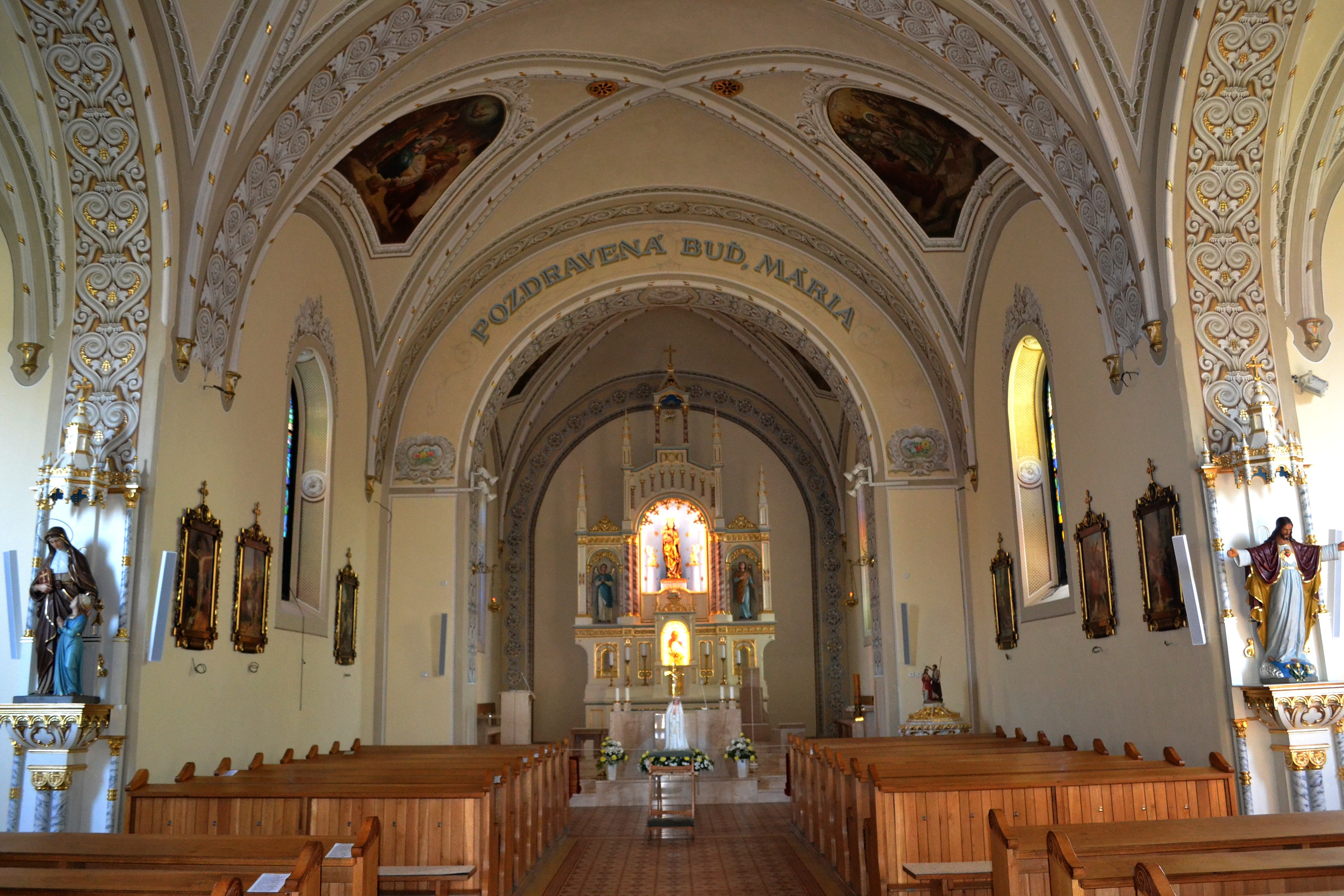
Innenraum mit Blick zum Altar

Die Basilika Mariä Geburt (slowakisch Bazilika Narodenia Panny Márie) ist eine römisch-katholische Kirche in Rajecká Lesná in der Slowakei. Die neugotische Kirche des Bistums Žilina ist unter dem Patrozinium Mariä Geburt der Gottesmutter Maria geweiht und trägt den Titel einer Basilica minor.

## Geschichte
Der Grundstein der Kirche wurde im Mai 1864 gelegt. Zwei Jahre später wurde die Kirche zu Pfingsten geweiht. Hierbei wurde die gotische Marienstatue aus der vorherigen romanisch-gotischen Kirche in den neuen Hochaltar überführt. Bald darauf wurde die alte Kirche abgerissen. Im März 2002 wurde die Kirche des Wallfahrtsorts durch Johannes Paul II. in den Rang einer Basilika minor erhoben.
In der Nähe des Tempels, auf einem kleinen Hügel, befindet sich auch ein Kalvarienberg mit einem Brunnen. Direkt neben der Basilika selbst befindet sich die größte slowakische Krippe mit nationalen Elementen in einem speziell errichteten Gebäude, dem sogenannten slowakischen Bethlehem.

## Architektur
Die einschiffige Basilika wurde im neugotischen Stil auf einem kreuzförmigen Grundriss errichtet. Das Hauptschiff ist 28 Meter lang, das Querschiff misst 20 Meter. Auf dem Hauptaltar befindet sich eine 145 cm hohe Skulptur der Jungfrau Maria. Sie wurde um 1498 von einem unbekannten Bildhauer angefertigt. Sie wird von zwei Engeln flankiert. In den Seitenschiffen der Kirche stehen zwei neugotische Altäre, der rechte Seitenaltar ist St. Josef geweiht, der linke der Marienmutter Anna.